# شرکت سئول مترو
شرکت سئول مترو (서울교통공사) شرکت ترابری ریلی کره‌ای است، که در سال ۲۰۰۷ تأسیس شد.